# Глейзер, Герш Исаакович
Герш Иса́кович Гле́йзер (также Исаакович; 12 июля 1904, Секуряны, Хотинский уезд, Бессарабская губерния — 17 мая 1967, Кишинёв) — молдавский советский математик, педагог и историк математики.
Автор учебных пособий и справочников по истории математики, переведённых на несколько иностранных языков.

## Биография
Окончил гимназию в Кишинёве. Учился на физико-математическом отделении Венского университета, в 1929 году окончил математическое отделение Римского университета Ла Сапиенца. Работал учителем математики в Сокирянах, Маркулештах, Бельцах.
В 1940—1948 годах — заведующий кафедрой математики Кишинёвского государственного педагогического института имени Иона Крянгэ. Преподавал в Кишинёвском государственном университете. С 1948 года — доцент на физико-математическом отделении Тираспольского педагогического института, в 1952—1963 годах заведовал основанной им кафедрой математики и методики преподавания математики этого института; организовал также кафедру геометрии, элементарной математики и методики их преподавания. Кандидат педагогических наук.
Пособие для учителей «История математики в школе» было первоначально издано в трёх томах на молдавском языке (1960, 1963, 1966), два однотомных издания на русском языке вышли в 1964 и 1970 годах; подготовленный автором расширенный русский вариант в трёх томах был опубликован посмертно (1981—1983) и переведён на языки СССР и других стран.

## Книги
- Русско-молдавский терминологический словарь по математике для молдавских средних и высших учебных заведений (с А. Ф. Штернталем). Кишинёв: Шкоала советикэ, 1955.
- Istorizmul în predarea matematicii (историзмул ын предаря математичий), тт. 1—3 (на молдавском языке; т. 1 — Aritmetica, т. 2 — Algebra, т. 3 — Geometria şi trigonometria). Кишинёв: Лумина, 1960—1966.
- История математики в средней школе (пособие для учителей). М.: Просвещение, 1964. — 372 с.; там же — 1970. — 461 с.[6]
- История математики в школе. IV — VI классы. — М.: Просвещение, 1981. — 239 с. Перевод на литовский язык — Каунас: Швиеса, 1985.
- История математики в школе. VII — VIII классы. — М.: Просвещение, 1982. — 240 с. Перевод на литовский язык — Каунас: Швиеса, 1986.
- История математики в школе. IX — X классы. — М.: Просвещение, 1983. — 351 с.

## Переводы на другие языки
- История на математиката в училище (на болгарском языке). София: Народна просвета, 1966.
- Беседи по история на математиката: 1, 2 и 3 (на болгарском языке). София: Народна просвета, 1983.
- Мектептегі математика тарихы: 4—6 кластар: Мұғалімдерге арналған құрал (на казахском языке). Алматы: Мектеп, 1985.
- Gleizer G. I. Povijest matematike za školu (на хорватском языке). — Загреб: Školske novine i HMD, 2003.
- グレイゼルノスウガクシ　グレイゼルの数学史 1—3 (Gureizeru no sūgakushi 1—3, на японском языке). — Токио: Ootake Shuppan, 1997 (тт. 1—2), 2006 (т. 3).